# An der Poststraße
An der Poststraße ist eine Gemeinde, die am 1. Juli 2009 im Burgenlandkreis in Sachsen-Anhalt entstanden ist. Sie wurde aus dem freiwilligen Zusammenschluss der Gemeinden Herrengosserstedt, Klosterhäseler und Wischroda gebildet. Die Gemeinde gehört der Verbandsgemeinde An der Finne an.

## Ortsgliederung
Zur Gemeinde An der Poststraße gehören folgende Ortsteile:
| Ortsteil          | Einwohner |
| ----------------- | --------- |
| Braunsroda        | 209       |
| Burgheßler        | 188       |
| Klosterhäseler    | 328       |
| Frankroda         | 070       |
| Gößnitz           | 156       |
| Herrengosserstedt | 623       |
| Pleismar          | 086       |
| Schimmel          | 050       |
| Wischroda         | 156       |

## Gemeindename

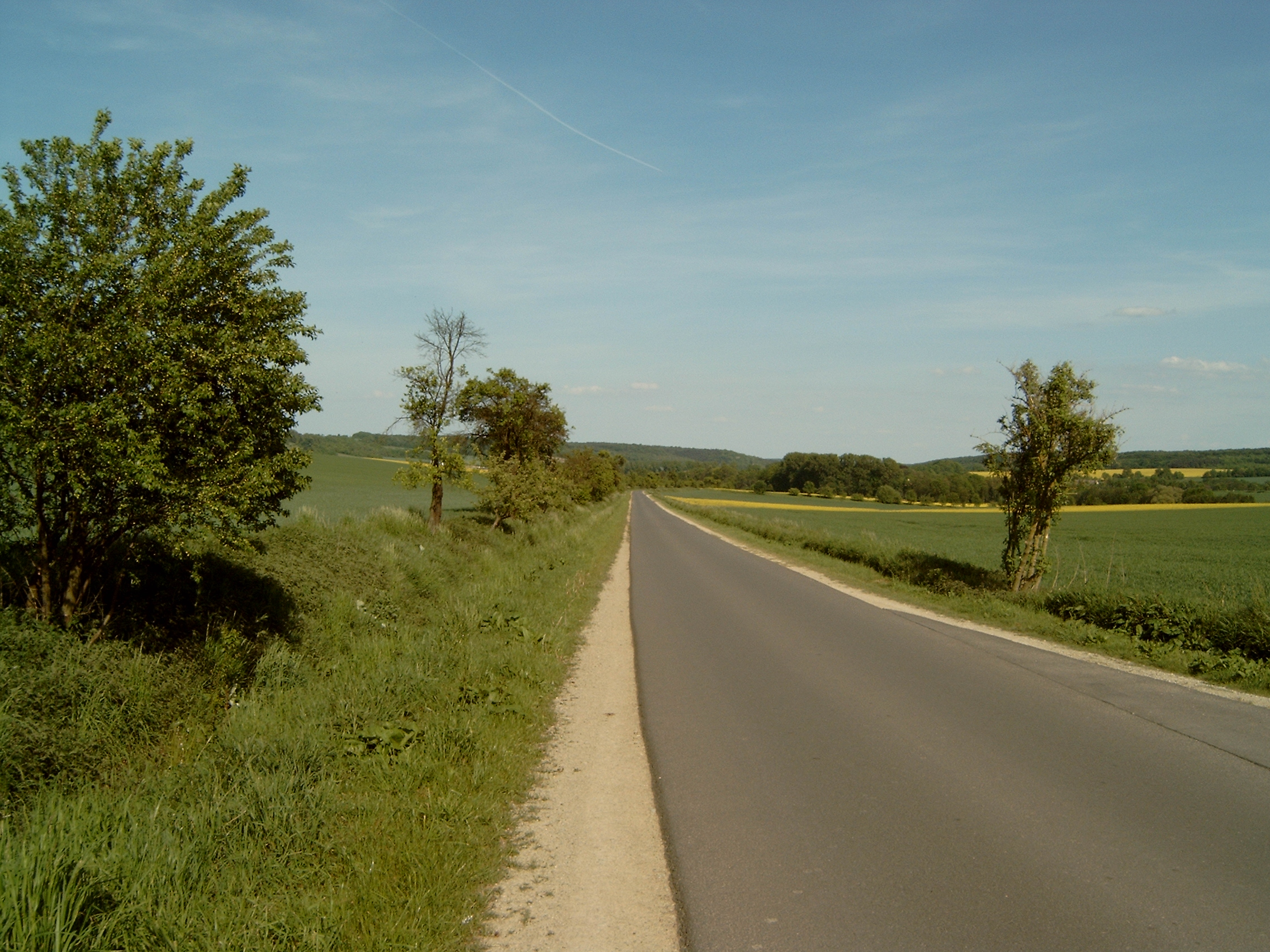
„Alte Poststraße“ zwischen B 250 und Klosterhäseler heute

Der Name An der Poststraße ist von der die Gemeinde durchquerenden sogenannten „alten Poststraße“ zwischen Leipzig und Kassel abgeleitet. Diese war bis zum Bau der „Frankfurt-Leipziger-Chaussee“ über Eckartsberga, Gernstedt und Kösen im Jahr 1806 von großer verkehrstechnischer Bedeutung.

## Politik
Die Gemeinderatswahl am 9. Juni 2024 führten bei einer Wahlbeteiligung von 69,19 % zu folgendem Ergebnis für die Verteilung der 12 Sitze des Gemeinderats:
| Partei / Liste                     | Stimmenanteil | Sitze |
| CDU                                | 7,90 %        | 1     |
| Interessengemeinschaft Hasseltal   | 17,65 %       | 2     |
| Bürgerinitiative Herrengosserstedt | 35,73 %       | 4     |
| Wählergemeinschaft Wischroda       | 28,26 %       | 3     |
| Finne-Highlights e. V.             | 10,46 %       | 1     |

Da der Wählergemeinschaft Wischroda nach dem Wahlergebnis 4 Plätze im Gemeinderat zugestanden hätten, aber lediglich 3 Kandidaten aufgestellt wurden, konnten nur 11 der 12 Sitze im Gemeinderat vergeben werden.

## Sehenswürdigkeiten
- Orgelbaumuseum Klosterhäseler mit der Heerwagen Orgelbau Ausstellung Klosterhäseler im Schloss Klosterhäseler